# Dieudonné Nzapalainga

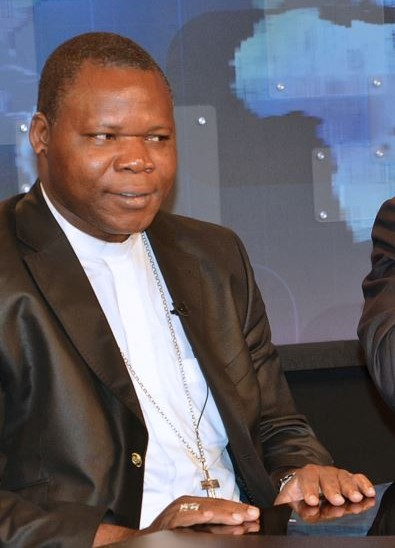
Dieudonné Nzapalainga (März 2014)

Kardinalswappen von Dieudonné Nzapalaing

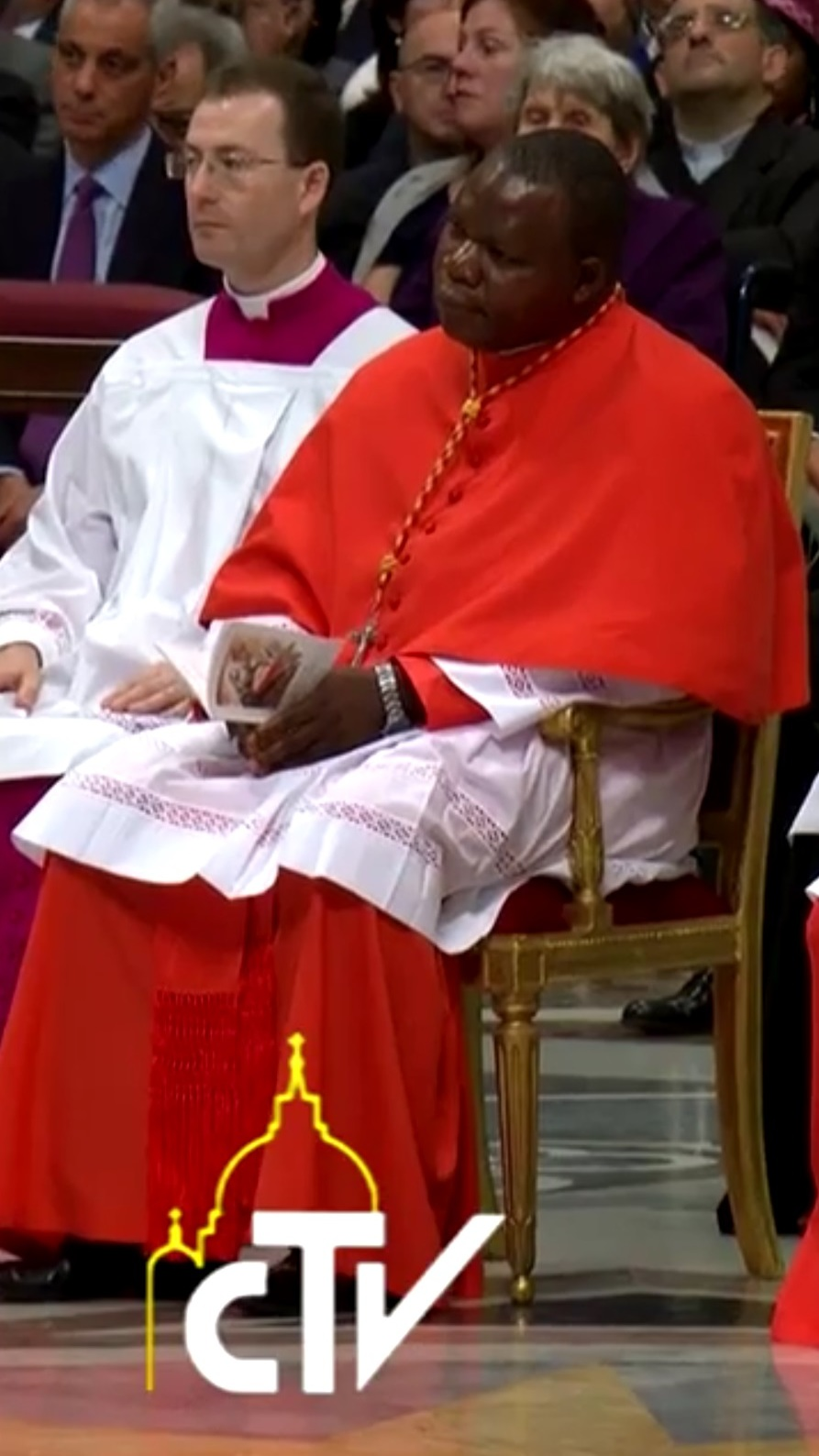
Dieudonné Kardinal Nzapalainga bei seiner Kardinalskreierung im Konsistorium 2016

Dieudonné Kardinal Nzapalainga CSSp (* 14. März 1967 in Mbomou) ist ein zentralafrikanischer Ordensgeistlicher und römisch-katholischer Erzbischof von Bangui.

## Leben
Nzapalainga wuchs in armen Verhältnissen auf; sein Vater war Analphabet. Nach einer Begegnung mit dem niederländischen Ordensmann Leon van den Wildenberg besuchte er das Kleine Seminar Saint Louis in Bangassou. Sein Studium finanzierte er mit Aushilfstätigkeiten als Koch und Mechaniker. Anschließend studierte er Philosophie am Priesterseminar Saints Apôtres in Otélé und Katholische Theologie am Priesterseminar der Spiritaner im gabunischen Libreville. Am 8. September 1993 trat Nzapalainga in die Ordensgemeinschaft der Spiritaner ein und legte die zeitliche Profess ab. Die ewige Profess legte er am 6. September 1997 ab. Am 9. August 1998 empfing Dieudonné Nzapalainga das Sakrament der Priesterweihe.
Nzapalainga erwarb ein Lizenziat im Fach katholische Theologie am Centre Sèvres in Frankreich. Von 1998 bis 2005 war er Kaplan der Fondation d’Auteuil und Vikar in der Pfarrei Saint Jerôme in Marseille. 2005 wurde Dieudonné Nzapalainga Regional-Superior der Spiritaner in der Zentralafrikanischen Republik und Pfarrer in Bangui. Von 2008 bis 2009 war er zudem Präsident der Konferenz der Ordensoberen in der Zentralafrikanischen Republik. Dieudonné Nzapalainga wurde am 26. Mai 2009 nach dem Rücktritt von Erzbischof Paulin Pomodimo zum Apostolischen Administrator von Bangui bestellt.
Am 14. Mai 2012 ernannte ihn Papst Benedikt XVI. zum Erzbischof von Bangui. Der Präfekt der Kongregation für die Evangelisierung der Völker, Fernando Kardinal Filoni, spendete ihm am 22. Juli desselben Jahres die Bischofsweihe; Mitkonsekratoren waren der Apostolische Nuntius in der Zentralafrikanischen Republik, Erzbischof Jude Thaddeus Okolo, und der Bischof von Bambari, Edouard Mathos. Die Amtseinführung erfolgte am 29. Juli 2012. Am 13. September 2014 ernannte ihn Papst Franziskus zum Mitglied der Kongregation für die Evangelisierung der Völker. Am 1. September 2015 erhielt er gemeinsam mit dem Imam Oumar Kobine Layama den Aachener Friedenspreis für ihr Engagement, den kriegerischen Konflikt in der Zentralafrikanischen Republik friedlich beizulegen, und ihre Bemühungen bei der Verständigung zwischen den Religionen. So hat der Erzbischof dem Imam und weiteren 10.000 Flüchtlingen Asyl auf kirchlichem Boden gewährt. Beide verhandeln oftmals persönlich mit Rebellen und erwirken Freilassungen von Geiseln, unabhängig von der Religionszugehörigkeit dieser. Zu Beginn des Konflikts 2013 geriet Erzbischof Nzapalainga selbst mehrfach in Lebensgefahr.
Im Konsistorium vom 19. November 2016 nahm ihn Papst Franziskus als Kardinalpriester mit der Titelkirche Sant’Andrea della Valle in das Kardinalskollegium auf. Am 18. Dezember desselben Jahres nahm er seine Titelkirche in Besitz. Mit seiner Erhebung ist er der erste Kardinal aus der Zentralafrikanischen Republik. Zudem war er bis zur Erhebung von Giorgio Marengo im Jahr 2022 der weltweit jüngste Kardinal.
Am 8. Juli 2020 berief ihn Papst Franziskus zum Mitglied des Päpstlichen Rates für den Interreligiösen Dialog. Nach dem Tod von Papst Franziskus nahm Kardinal Nzapalainga am Konklave 2025 teil, das Leo XIV. wählte.

## Ehrungen
Im April 2016 wurde er Kardinal Nzapalainga im niederländischen Middelburg mit dem Four Freedoms Award in der Kategorie Religionsfreiheit geehrt.